# District d'Udayapur
Le district d'Udayapur (en népalais : उदयपुर जिल्ला) est l'un des 77 districts du Népal. Il est rattaché à la province de Koshi. La population du district s'élevait à 315 429 habitants en 2011.

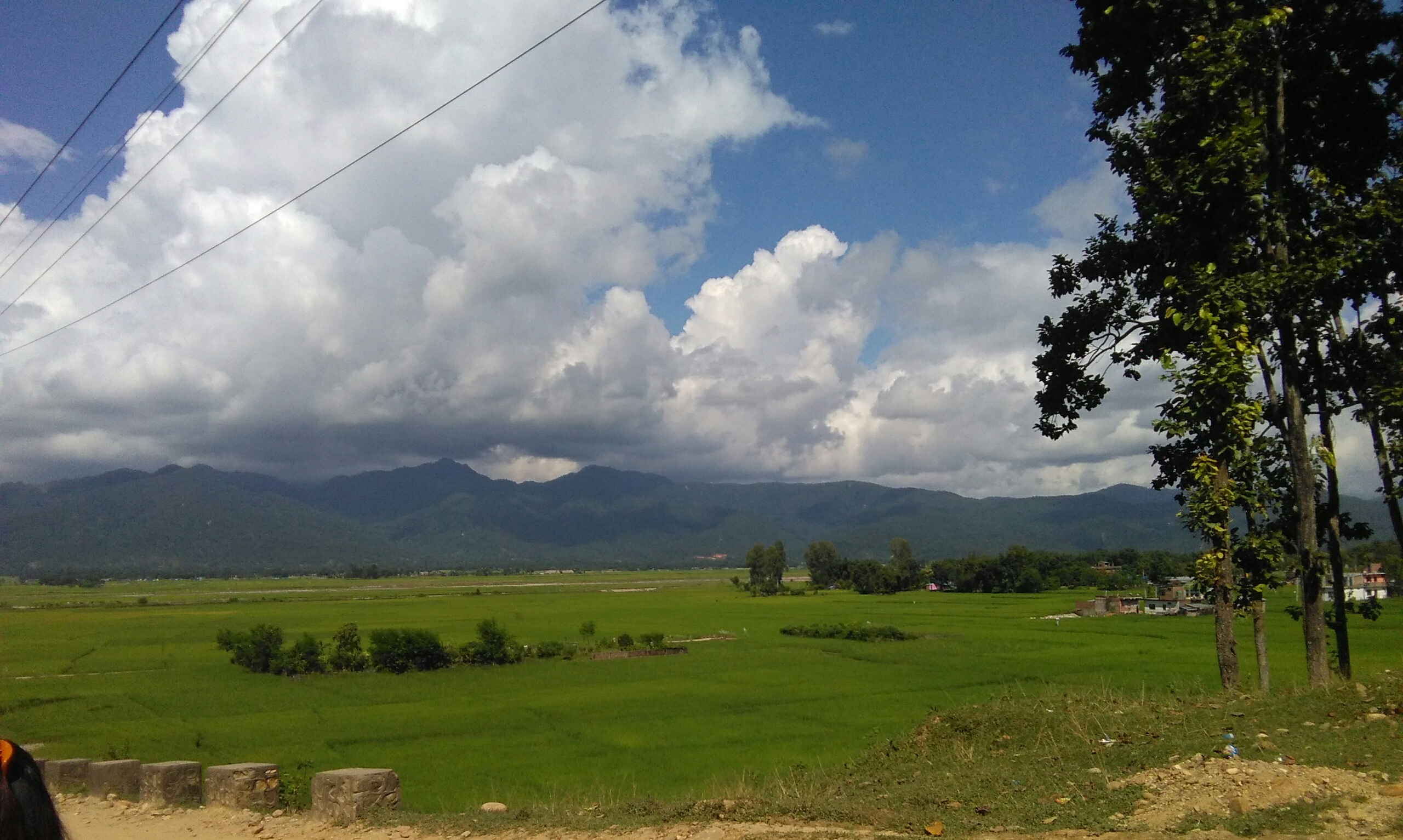
Une scène des collines du Mahabharat à Udayapur

## Histoire
Il faisait partie de la zone de Sagarmatha et de la région de développement Est jusqu'à la réorganisation administrative de 2015 où ces entités ont disparu.

## Subdivisions administratives
Le district d'Udayapur est subdivisé en 8 unités de niveau inférieur, dont 4 municipalités et 4 gaunpalikas ou municipalités rurales.
| # | Nom            | Nom en népalais | Type         | Population (2011) | Superficie (km2) |
| - | -------------- | --------------- | ------------ | ----------------- | ---------------- |
| 1 | Katari         | कटारी             | municipalité | 56 146            | 424,89           |
| 2 | Chaudandigarhi | चौदण्डीगढी          | municipalité | 48 574            | 283,78           |
| 3 | Triyuga        | त्रियुगा            | municipalité | 87 557            | 547,43           |
| 4 | Velka          | वेलका             | municipalité | 42 386            | 344,73           |
| 5 | Udaipurgarhi   | उदयपुरगढी         | gaunpalika   | 30 731            | 269,51           |
| 6 | Tapli          | ताप्ली             | gaunpalika   | 14 562            | 119,11           |
| 7 | Rautamai       | रौतामाई            | gaunpalika   | 23 481            | 204,08           |
| 8 | Limchungbung   | लिम्चुङ्बुङ          | gaunpalika   | 11 992            | 106,8            |